# 怀特河 (格林河支流)
怀特河（英語：White River）是格林河的一条支流，长约314km，流经美国科羅拉多州和犹他州。怀特河的水量变化很大，在旱季只有11立方米每秒，在雨季达85立方米每秒。